# Parahyliota costicollis
Parahyliota costicollis es una especie de coleóptero de la familia Silvanidae. Fue descrita en 1876 por Edmund Reitter.

## Distribución geográfica
Habita en Asia.